# Олег Гаврилишин
Олег Гаврилишин (англ. Oleh Havrylyshyn) — канадський економіст українського походження. У минулому обіймав високі посади у МВФ, зокрема був Заступником Керівника Управління Кадрів МВФ та Заступником Керівника Європейського Департаменту МВФ. На зорі незалежності України працював міністром різних відомств в уряді України. Був консультантом різних іноземних урядів, Світового Банку (англ. World Bank) та різноманітних міжнародних агенцій у Канаді, зокрема UNDP, UNCTAD, та CIDA. Був частим учасником Щорічного Економічного Форуму у Дубровниці (англ. Annual Dubrovnik Economic Conference). У 2012 році займав посаду відвідуючого члена (англ. visiting fellow) Торонтського університету (англ. University of Toronto) у Центрі Вивчення Європи, Євразії та Росії (англ. Centre for European, Russian, and Eurasian Studies).

## Життєпис
- Професор економіки в Університеті Квінсу (англ. Queen's University) (? — 1970).
- Професор економіки в Університеті Джорджа Вашингтона (англ. George Washington University) (1970—1991).
- Відвідуючий професор економіки у Університеті Брюсселю (Université Libre de Bruxelles) (? — ?).
- Відвідуючий професор економіки в Женевському університеті (University of Geneva) (? — ?).
- Відвідуючий професор економіки у Інституті світової економіки (Київ) (англ. Institute of World Economy, Kyiv) (? — ?).
- Виконавчий заступник Міністра фінансів України у першому уряді незалежної України у 1992—1993 роках (англ. Acting Deputy Minister of Finance for the Government of Ukraine)
- Представник України у МВФ у ролі альтернативного виконавчого директора Ради МВФ у 1992—1993 роках (англ. Ukraine's representative as Alternate Executive Director of the Board at the IMF).[4]
- Різні керівні посади в МВФ починаючи з 1996 року (зокрема, посада  Заступник Керівника II Європейського Департаменту МВФ, відповідальний за країни FSU (англ. Deputy Director of European II Department at the IMF, responsible for countries of the FSU), Заступник Керівника Управління Кадрів Міжнародного валютного фонду (англ. Deputy Director, Human Resources Department at the IMF)[5] у Вашингтоні. тощо)
- Відвідуючий професор економіки у CERES центрі Університету Торонто (англ. University of Torontov) (200? —?)
- У 2014 році став членом консультативної ради при Міністерстві економічного розвитку і торгівлі України.[6][7][8][9][10].

## Освіта
- Ступін бакалавра мистецтв (англ. Bachelor of Arts, BA) в Університеті Квінсу, Канада
- Ступінь доктора філософії у Массачусетському Інституті Технологій

## Наукові праці. Книжки
Пан Гаврилишин є  автором  багатьох наукових праць. Він був співредактором спеціального випуску журналу Перехідні Економіки (англ. Transition Economies), часто друкувався у різноманітних професійних журналах, таких як Comparative Economic Studies, Post-Soviet Affairs, Economic Policy, Journal of Development Economics, Наукові Праці Співробіників МВФ (англ. IMF Staff Papers). Також, пан Гаврилишин був автором або співавтором численних книжок економічної тематики, зокрема:
- Книга  «Від Радянського Союзу до Східної економічної співдружності» (англ. From Soviet Union to Eastern Economic Community ) у співавторстві з Джоном Вільямсоном[en] (Institute for International Economics, October 1, 1991).
- Книга Основні Елементи Теорії Ринкової Економіки (англ. Fundamentals of the Theory of Markets) (Київ, Наукова Думка, 1992).  Це одне з перших україномовних видань про основи функціонування економіки, найулюбленіша власна книга Гаврилишина[4].
- Стаття  «Доларизація в колишньому Радянському Союзі» (англ. Dollarization in former Soviet Union) у виданні Comparative Economic Studies (2003).
- Книга «Капіталізм для всіх чи капіталізм для обраних? Шляхи посткомуністичної трансформації» (англ. Capitalism for All or Capitalism for a Few? Divergent Paths in Post-Communist Transformation), 2005 рік.
- Різні Напрямки у Пост-Комуністичній Трансформації: Капіталізм для всіх або Комунізм для Декількох (англ. Divergent Paths in Post-Communist Transformation: Capitalism for All or Capitalism for the Few) (англійською — Palgrave MacMillan, 2006, українською — 2007)
- Книга Повернення до Росту у Країнах Колишнього СРСР (Return to Growth in CIS Countries), у співавторстві з L. Vinhas de Souza (Springer Verlag, 2006).
- Розділ «УКРАЇНА: Найбільші надії, найбільші розчарування» у книзі «Велике Переродженні: Уроки перемоги капіталізму над комунізмом» під редакцією Андерса Аслунда і Симеона Дянкова (Anders Aslund. The great rebirth: lessons from the victory of capitalism over communism. — Washington: Peterson Institute for International Economics, 2014), яка українською вийшла у видавництві Старого Лева у 2015 році у серії ICU Business books.

## Сфери Наукових Досліджень
Сфери наукових досліджень пана Гаврилишина:
- Пост-комуністичні економіки (англ. post-communist economics)
- Міжнародна торгівля та фінанси (англ. international finace and trade).